# Foot-Ball Club Juventus 1915-1916
Questa voce raccoglie le informazioni riguardanti la Foot-Ball Club Juventus nelle competizioni ufficiali della stagione 1915-1916.

## Stagione
La squadra si classifica 1ª nel girone piemontese occidentale e 2ª nel girone finale della Coppa Federale.
Attività calcistiche sospese dal 1916 al 1919 per cause belliche, con l'eccezione di alcuni tornei amichevoli (tra cui la Coppa Piemonte).

## Divise
| Casa | Portiere |

## Rosa
| N. |                   | Ruolo | Calciatore           |
| -- | ----------------- | ----- | -------------------- |
|    | Italia (bandiera) | P     | Valerio Terzi        |
|    | Italia (bandiera) | D     | Filippo Castoldi     |
|    | Italia (bandiera) | D     | Collino II           |
|    | Italia (bandiera) | D     | Marchi I             |
|    | Italia (bandiera) | D     | Renzo Monti          |
|    | Italia (bandiera) | D     | Musso I              |
|    | Italia (bandiera) | D     | Osvaldo Novo         |
|    | Italia (bandiera) | D     | Pietro Omodei Zorini |
|    | Italia (bandiera) | C     | Giuseppe Bergante    |
|    | Italia (bandiera) | C     | Carlo Bigatto        |
|    | Italia (bandiera) | C     | De Petro             |
|    | Italia (bandiera) | C     | Giuseppe Giriodi     |

| N. |                     | Ruolo | Calciatore       |
| -- | ------------------- | ----- | ---------------- |
|    | Italia (bandiera)   | C     | Giuseppe Motta   |
|    | Italia (bandiera)   | C     | Pietro Pavan     |
|    | Italia (bandiera)   | C     | Ettore Reynaudi  |
|    | Italia (bandiera)   | A     | Antognini        |
|    | Italia (bandiera)   | A     | Valerio Bona     |
|    | Italia (bandiera)   | A     | Benigno Dalmazzo |
|    | Italia (bandiera)   | A     | Angelo Dellacasa |
|    | Italia (bandiera)   | A     | Eula             |
|    | Italia (bandiera)   | A     | Pio Ferraris     |
|    | Italia (bandiera)   | A     | Angelo Mattea    |
|    | Italia (bandiera)   | A     | Arthur Meille    |
|    | Italia (bandiera)   | A     | Musso II         |
|    | Svizzera (bandiera) | A     | Y. Reynert       |

## Risultati

### Coppa Federale

#### Girone B
| Arbitro: | Massa (Torino) |

|                                |           |                                     |
| Meille 20’, 36’ Pavan 73’, 75’ | Marcatori | 3’ Gaja 30’ Boglietti III 85' Ricci |

| Arbitro: | Squarzini (Torino) |

|                         |           |               |
| Dellacasa 72’ Pavan 82’ | Marcatori | 4’ De Nicolai |

| Arbitro: | Terzolo (Genova) |

|           |           |                    |
| Ricci 75’ | Marcatori | 40’ Novo 80’ Monti |

| Arbitro: | Squarzini (Torino) |

|                   |           |                                             |
| Ferraris 30’, 38’ | Marcatori | 44’ Pirovano 35’, 40’, 46’, 47’ Boglietti I |

## Statistiche

### Statistiche di squadra
| Competizione                         | Punti | In casa | In casa | In casa | In casa | In casa | In casa | In trasferta | In trasferta | In trasferta | In trasferta | In trasferta | In trasferta | Totale | Totale | Totale | Totale | Totale | Totale | DR  |
| Competizione                         | Punti | G       | V       | N       | P       | Gf      | Gs      | G            | V            | N            | P            | Gf           | Gs           | G      | V      | N      | P      | Gf     | Gs     | DR  |
| ------------------------------------ | ----- | ------- | ------- | ------- | ------- | ------- | ------- | ------------ | ------------ | ------------ | ------------ | ------------ | ------------ | ------ | ------ | ------ | ------ | ------ | ------ | --- |
| Coppa Federale - girone eliminatorio | 8     | 2       | 2       | 0       | 0       | 6       | 3       | 2            | 2            | 0            | 0            | 7            | 3            | 4      | 4      | 0      | 0      | 13     | 6      | +7  |
| Coppa Federale - girone finale       | 10    | 4       | 3       | 1       | 0       | 7       | 2       | 4            | 1            | 1            | 2            | 6            | 6            | 8      | 4      | 2      | 2      | 13     | 8      | +5  |
| Totale                               |       | 6       | 5       | 1       | 0       | 13      | 5       | 6            | 3            | 1            | 2            | 13           | 9            | 12     | 8      | 2      | 2      | 26     | 14     | +12 |